# Sławomir Lewiński

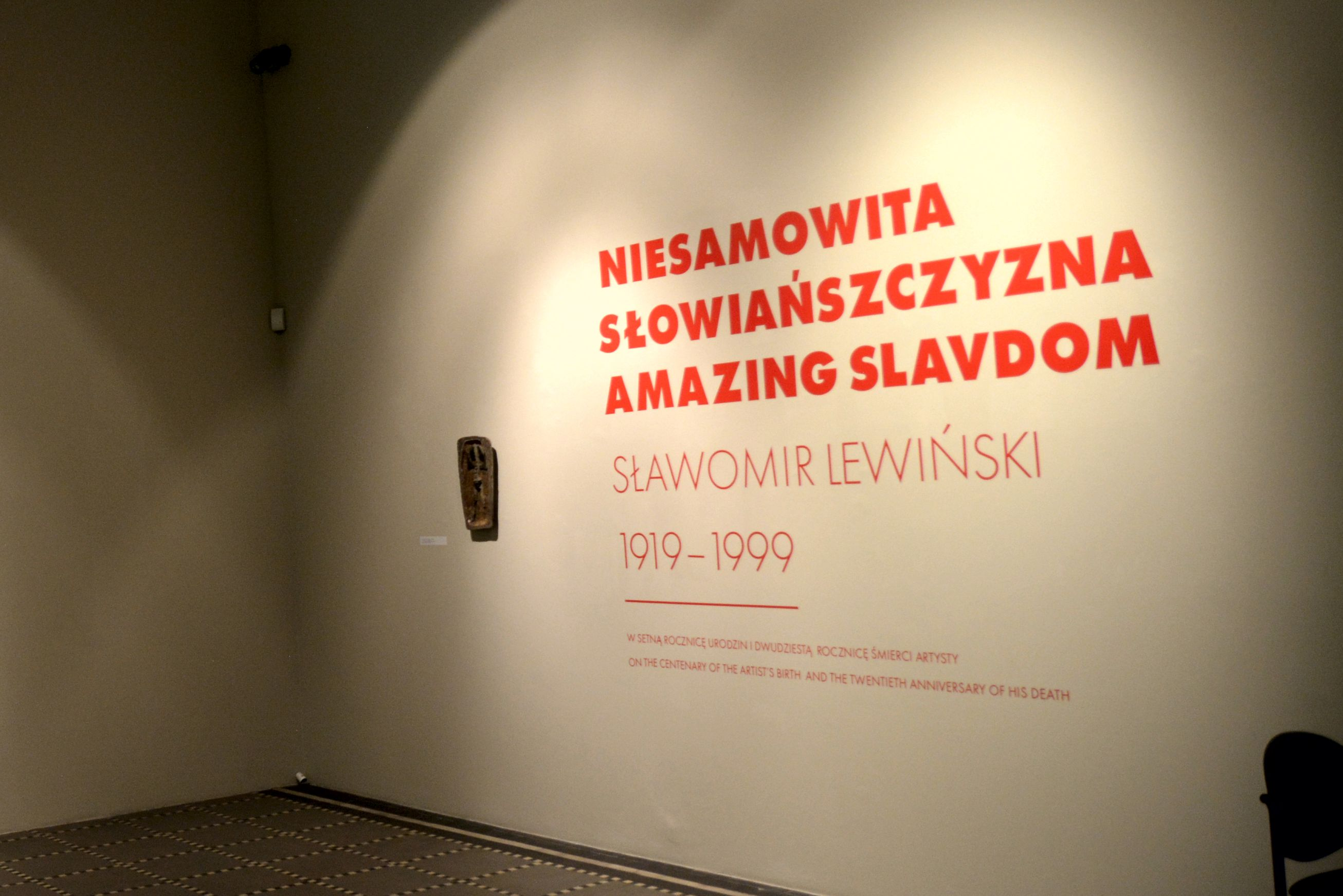
Fragment wystawy "Niesamowita Słowiańszczyzna" poświęconej Sławomirowi Lewińskiemu w Muzeum Narodowym w Szczecinie

Sławomir Lewiński (ur. 23 kwietnia 1919 w Kijowie, zm. 14 września 1999 w Szczecinie) – polski rzeźbiarz współczesny związany ze Szczecinem.

## Życiorys
Sławomir Lewiński urodził się w rodzinie kolejarza Stanisława Lewińskiego i pisarki Jadwigi z d. Dąbrowska. Po zakończeniu I wojny światowej rodzina przeniosła się do polskiego Radomia, gdzie w 1938 Sławomir ukończył naukę w Gimnazjum im. Tytusa Chałubińskiego, a dwa lata później poślubił Danutę z d. Świecka. W 1939 ochotniczo uczestniczył w obronie Warszawy. W czasie okupacji zdecydował się podjąć studia w tamtejszej Akademii Sztuk Pięknych, oficjalnie zlikwidowanej przez Niemców, lecz kontynuującej swą misję w ramach tajnego nauczania. W latach 1940–1944 uczęszczał do pracowni awangardowego malarza i scenografa Jana Golusa, rzeźbiarza animalisty Stanisława Komaszewskiego, Jerzego Jarnuszkiewicza oraz autorki pomników Zofii Trzcińskiej-Kamińskiej. Równolegle studiował na tajnym Wydziale Architektury Miejskiej Szkoły Budowlanej u Lecha Niemojewskiego i Bohdana Lacherta. Wtedy też zetknął się z serbskim malarzem Janem Dymiczem (Ivanem Dimiciem). Po Powstaniu Warszawskim, w którym Lewiński wziął udział, młode małżeństwo zostało wywiezione do hitlerowskiego obozu pracy w Six (Seddiner See) pod Poczdamem. Po jego wyzwoleniu przedostało się przez Legnicę do Bydgoszczy, a w 1946 zamieszkało w Szczecinie. Obejmując pracownię przy ul. św. Wojciecha 1, Sławomir współorganizował lokalny oddział Związku Polskich Artystów Plastyków, do którego należał od 1945. W Związku tym pełnił szereg funkcji: dwukrotnie był prezesem okręgu szczecińskiego, był również przewodniczącym sekcji rzeźby i członkiem komisji rewizyjnej Zarządu Głównego. W latach 1948–50 wykładał rzeźbę w Ognisku Młodzieży Liceum Plastycznego w Szczecinie. 
Jego prace były eksponowane na wystawach indywidualnych w Szczecinie, Warszawie i Szwecji (1978) oraz na wystawach i prezentacjach zbiorowych m.in. w Danii (1960), NRD (1963), ZSRR (1965), Włoszech (1968, 1973, 1975), Hiszpanii (1973, 1974), Czechosłowacji (1974), Norwegii (1974, 1976), RFN (1976).
Brał udział w wielu konkursach rzeźbiarskich m.in. na Pomnik Wdzięczności dla Armii Radzieckiej w Szczecinie (II nagroda). Pochowany został na Cmentarzu Centralnym w Szczecinie (kwatera 37a) blisko pomnika Braterstwa Broni.
W 2019 Muzeum Narodowe w Szczecinie zorganizowało wystawę czasową "Niesamowita Słowiańszczyzna" poświęconą Sławomirowi Lewińskiemu.
Jego syn, Jakub, również jest rzeźbiarzem.

## Realizacje[1][4][6][7]
- Popiersie hutnika Władysława Janickiego – obecnie w ogrodach Akademii Morskiej w Szczecinie (ok.1949)
- Pomnik Juliusza Słowackiego w Stargardzie (1955)
- Pomnik Mieszka I w Mieszkowicach (1957)[7]
- Pomnik Marynarzy Radzieckich w Międzyzdrojach (1957)
- Statua Madonny z Dzieciątkiem w Stargardzie (1958)
- Pomnik Adama Mickiewicza w Szczecinie (1960)
- Rzeźbiarskie akcenty plastyczne na ścianach Zamku Książąt Pomorskich w Szczecinie
- Popiersia  twórców szczecińskiej kultury na fasadzie Pałacu pod Głowami
- Mozaika na kinie "Kosmos" w Szczecinie – we współpracy Emanuelem Messerem (1960)
- Pomnik na cmentarzu wojennym w Siekierkach (1961)
- Pomnik Żołnierza Polskiego w Węgorzynie (1961) – według pierwotnej koncepcji rzeźba miała być fragmentem pomnika w Siekierkach
- Pomnik Braterstwa Broni na cmentarzu Centralnym w Szczecinie (1967)
- Morska Kronika Szczecina na Bulwarze Piastowskim w Szczecinie (1968)
- Rzeźba "Wyszak" i "Jan z Kolna" na Wałach Chrobrego w Szczecinie (1970)
- Pomnik na cmentarzu wojennym w Stargardzie
- Pomnik na cmentarzu wojennym w Gryfinie (1972)
- Pomnik na cmentarzu wojennym w Myśliborzu (1972)
- Pomnik "Działaczom Ruchu Robotniczego" na cmentarzu Centralnym w Szczecinie (współautor) (1978)
- tzw. "witacze" przy wjeździe m.in. do Chojny, Gryfina, Międzyzdrojów, Myśliborza, Stargardu, Szczecina, Trzebiatowa
- Akcenty rzeźbiarskie w Szczecinie: "Fontanna" (1975-77), "Stefan Żeromski" (1978), "Kwatera Zasłużonych" (lata 70. XX w.), "Muszle" (1981).

Galeria prac Sławomira Lewińskiego
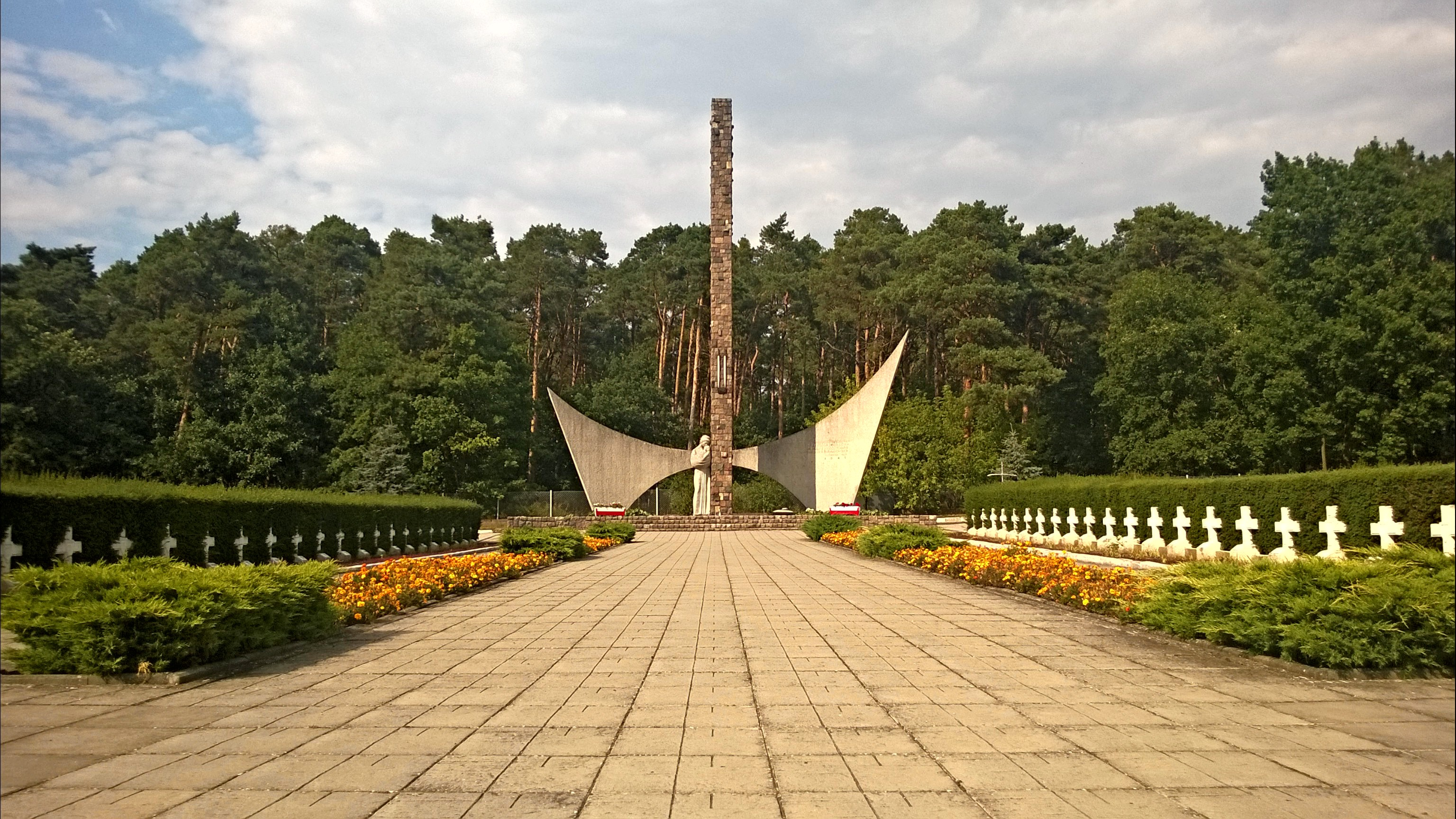
Pomnik na cmentarzu Wojennym w Siekierkach
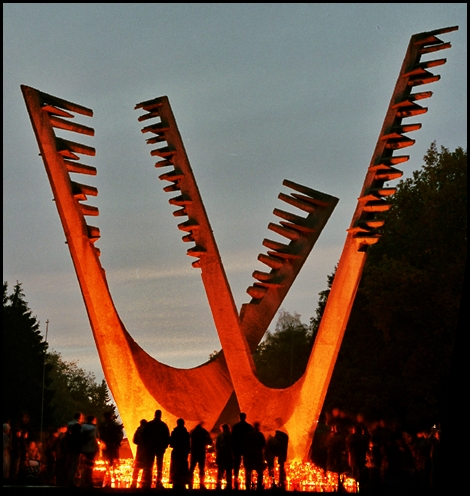
Pomnik Braterstwa Broni (Szczecin)
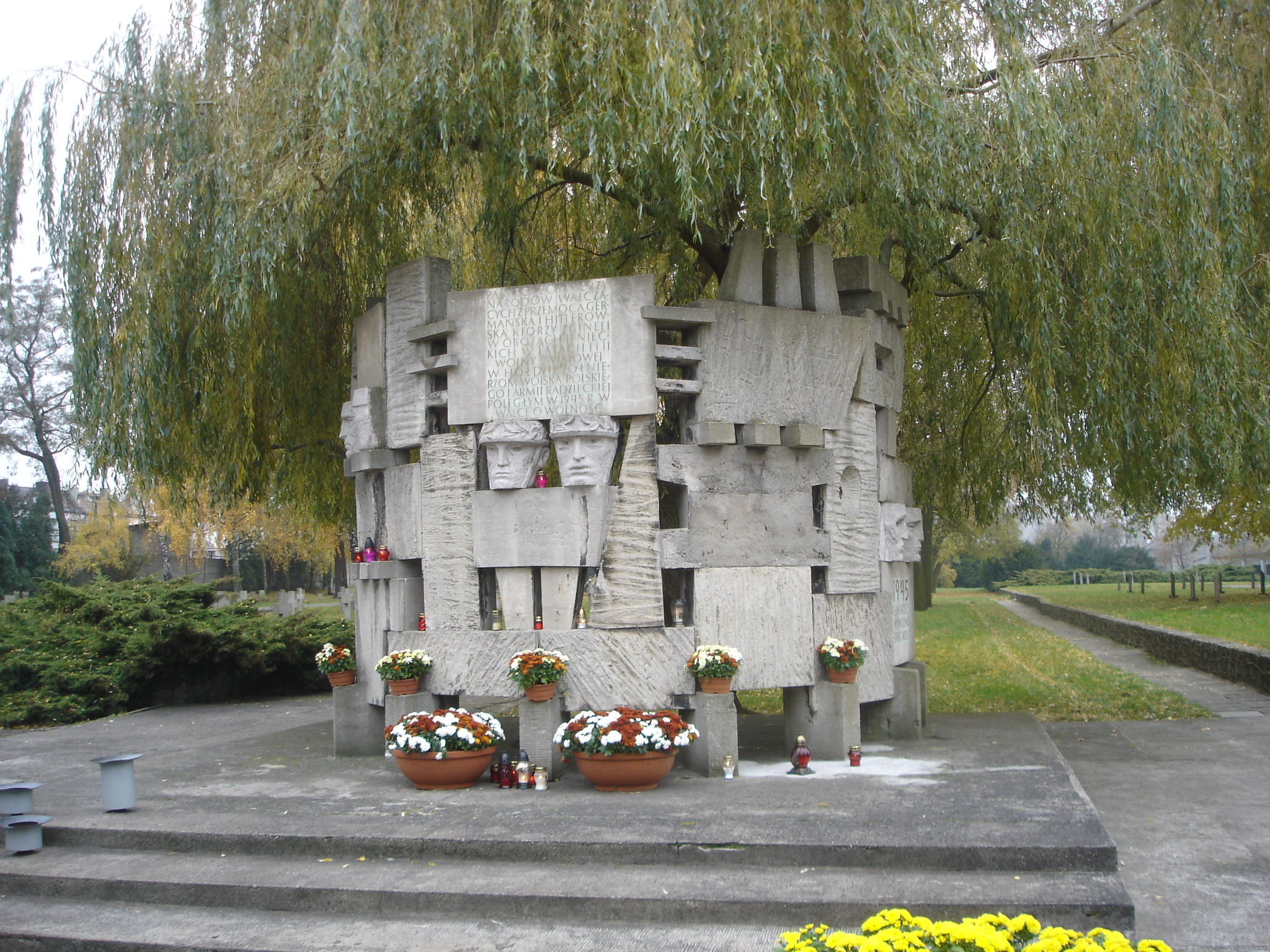
Pomnik na cmentarzu Wojennym w Stargardzie
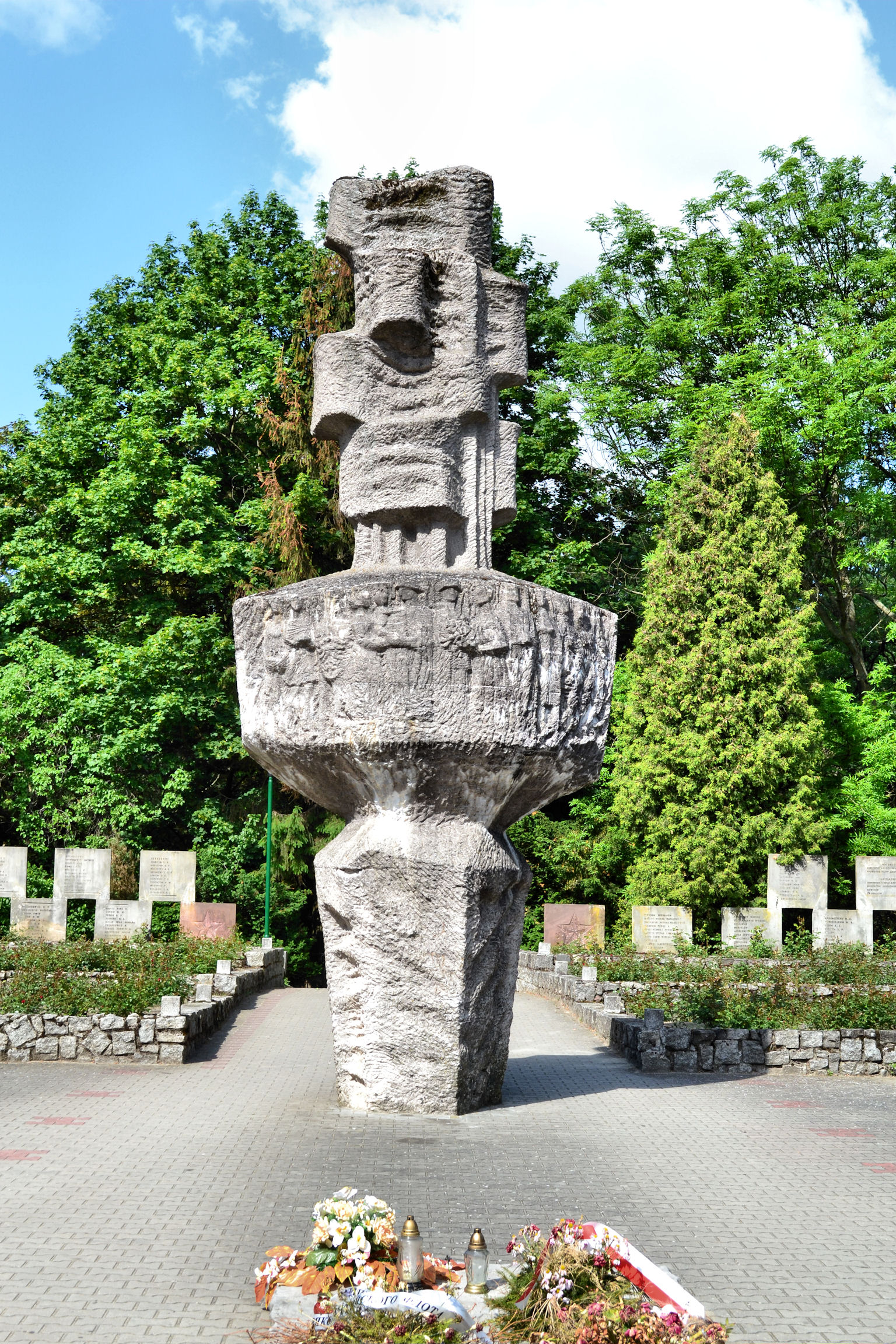
Pomnik na cmentarzu Wojennym w Gryfinie
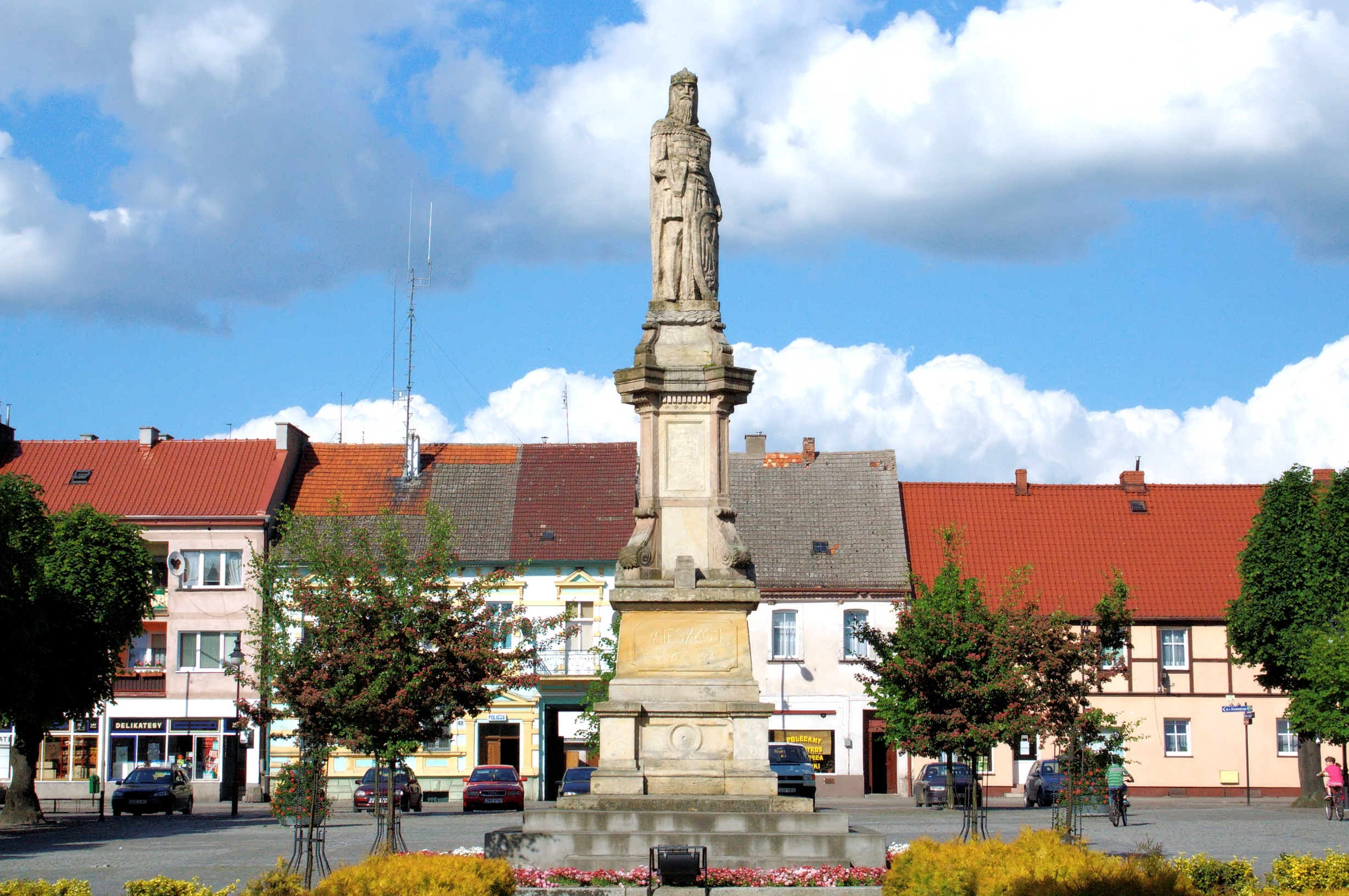
Pomnik Mieszka I (Mieszkowice)
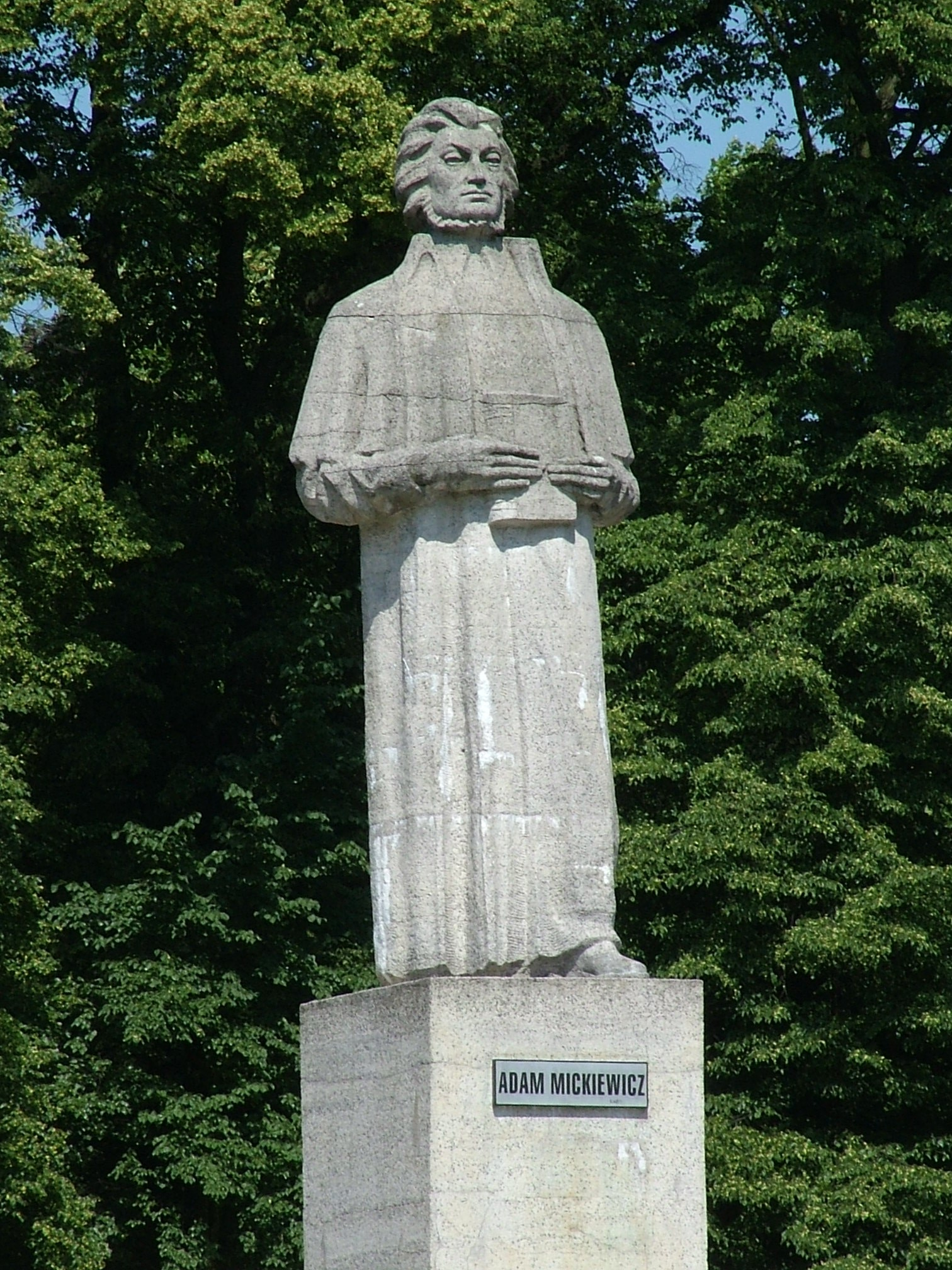
Pomnik Adama Mickiewicza (Szczecin)
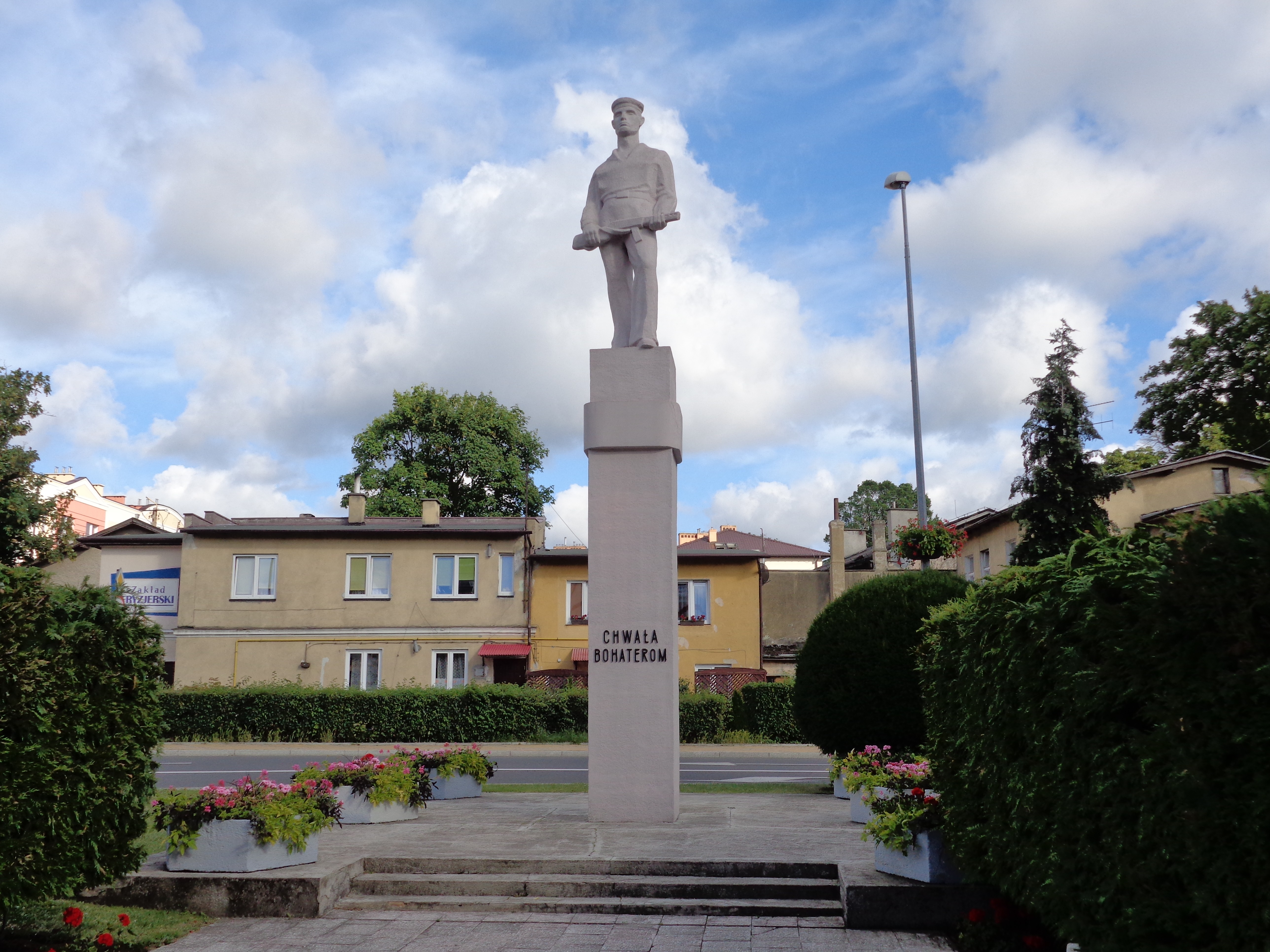
Pomnik Marynarza (Międzyzdroje)
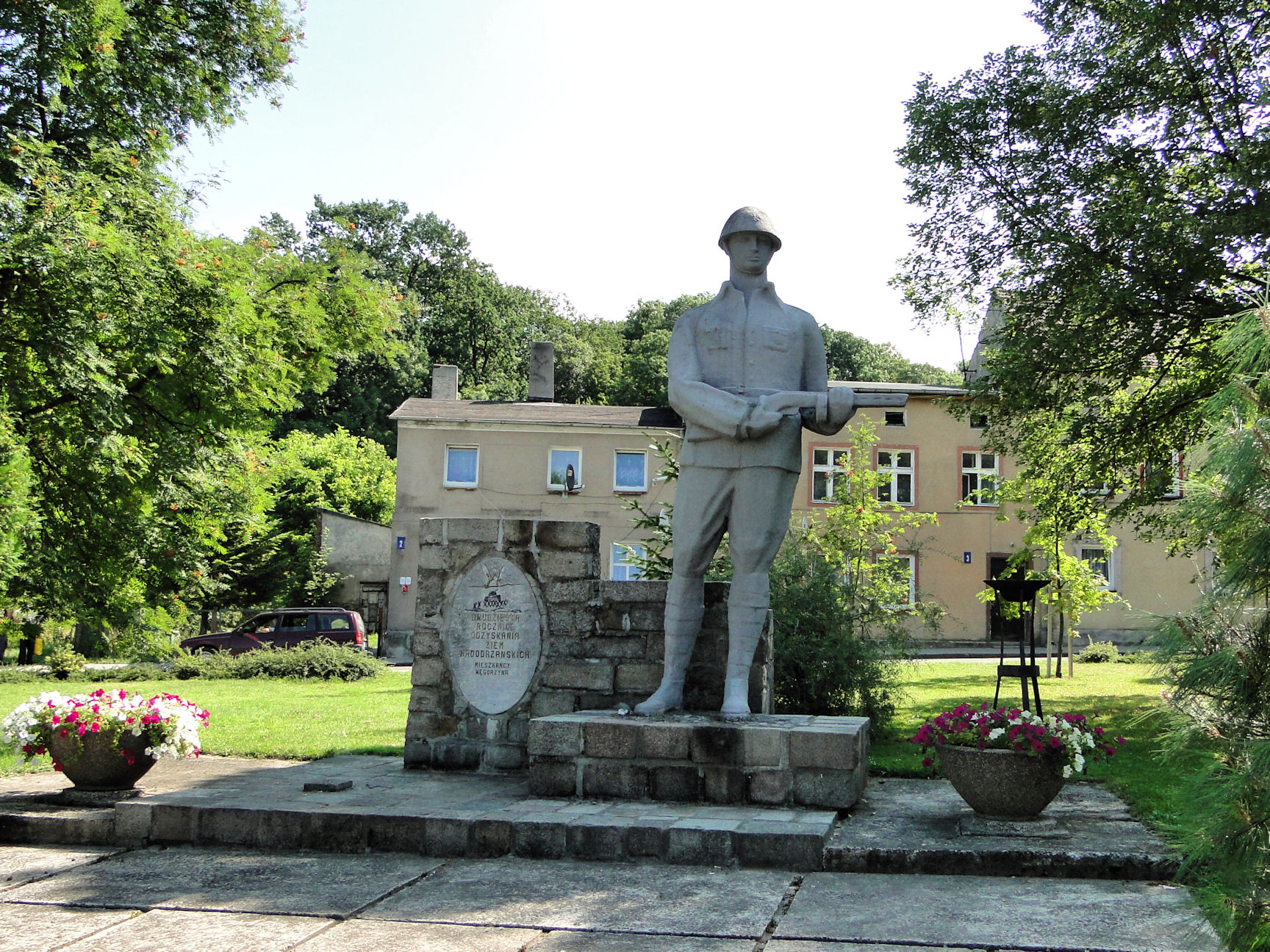
Pomnik Żołnierza Polskiego (Węgorzyno)
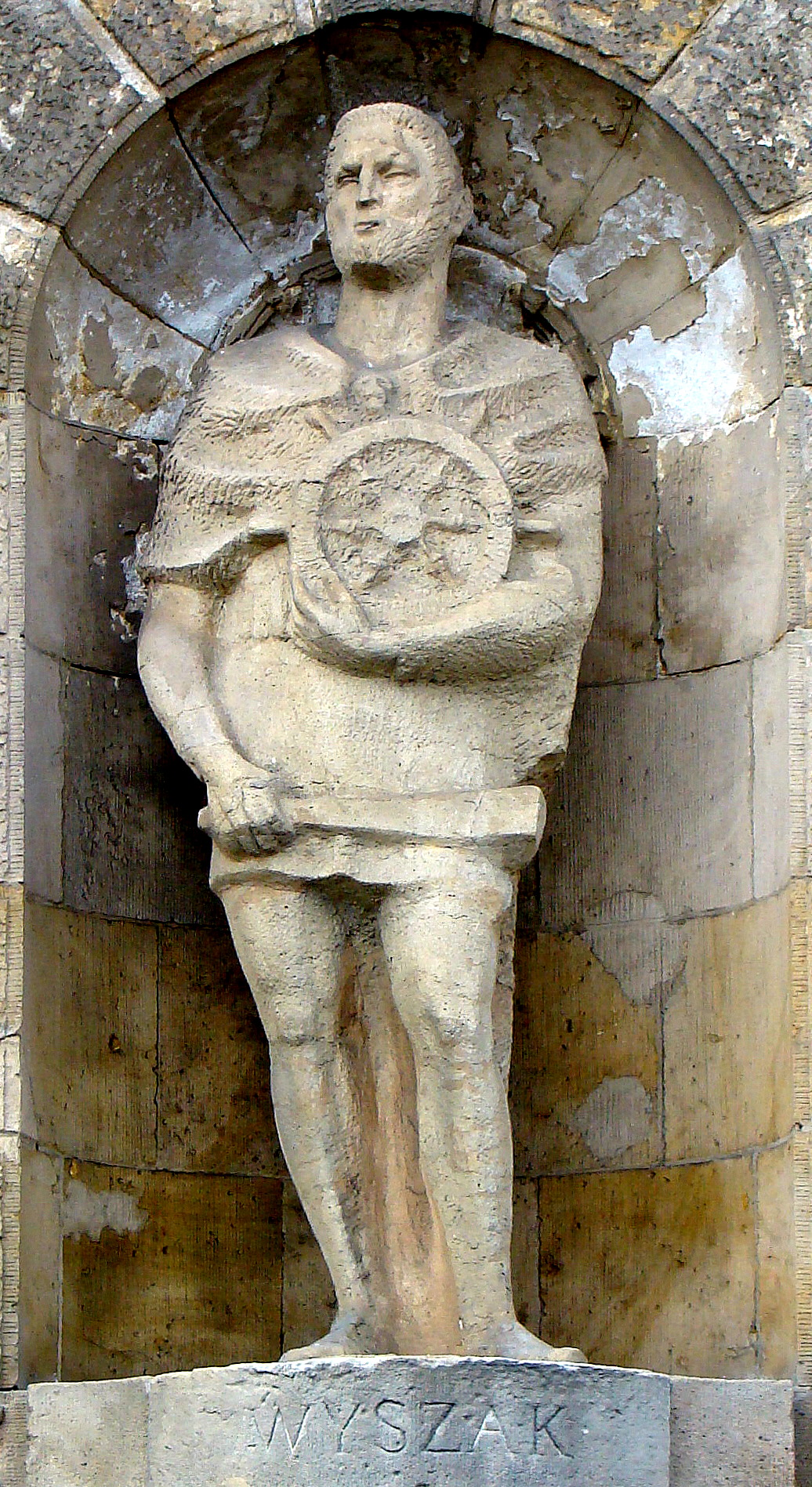
Wyszak (Szczecin)
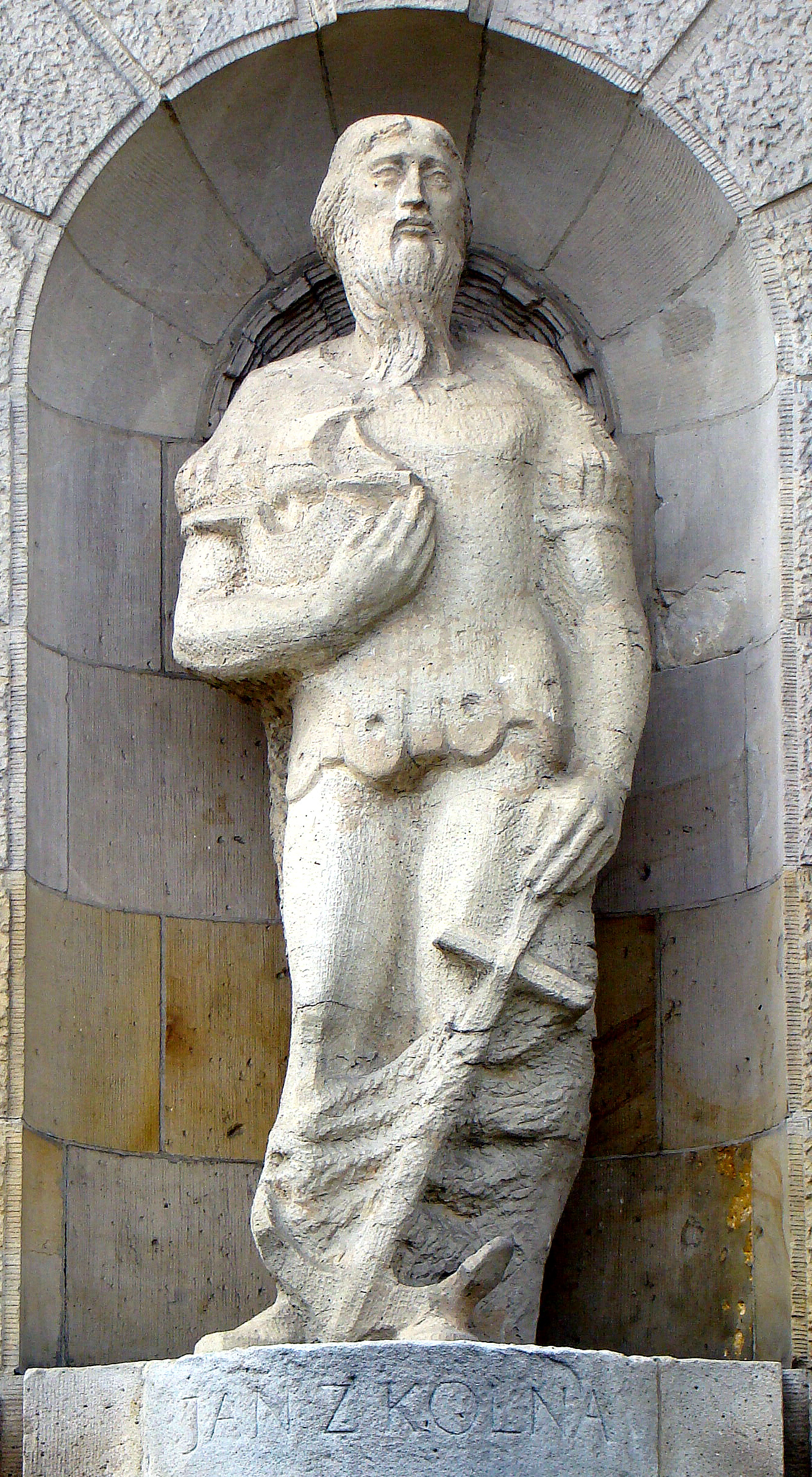
Jan z Kolna (Szczecin)
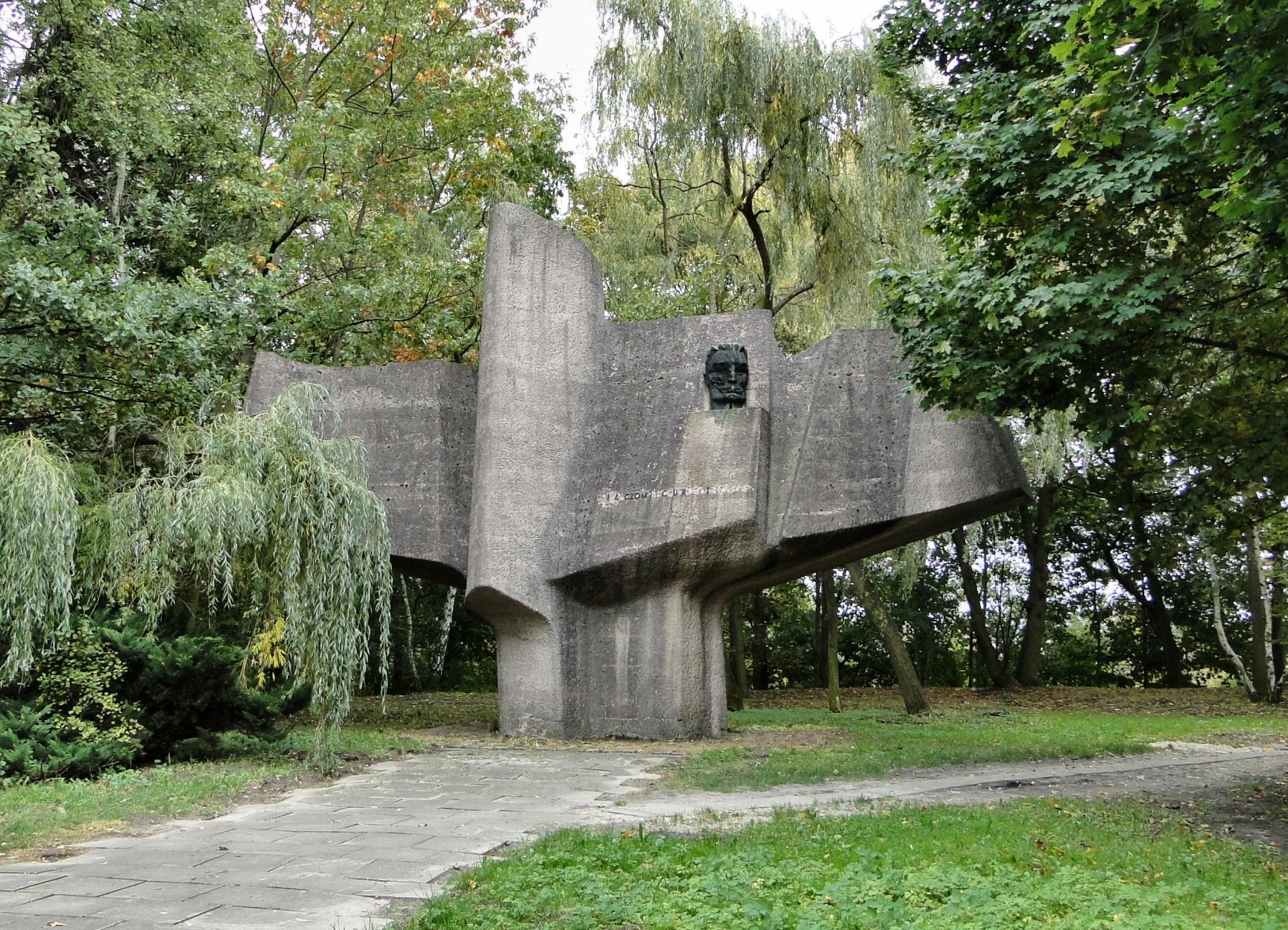
Pomnik "Działaczom Ruchu Robotniczego" (Szczecin)
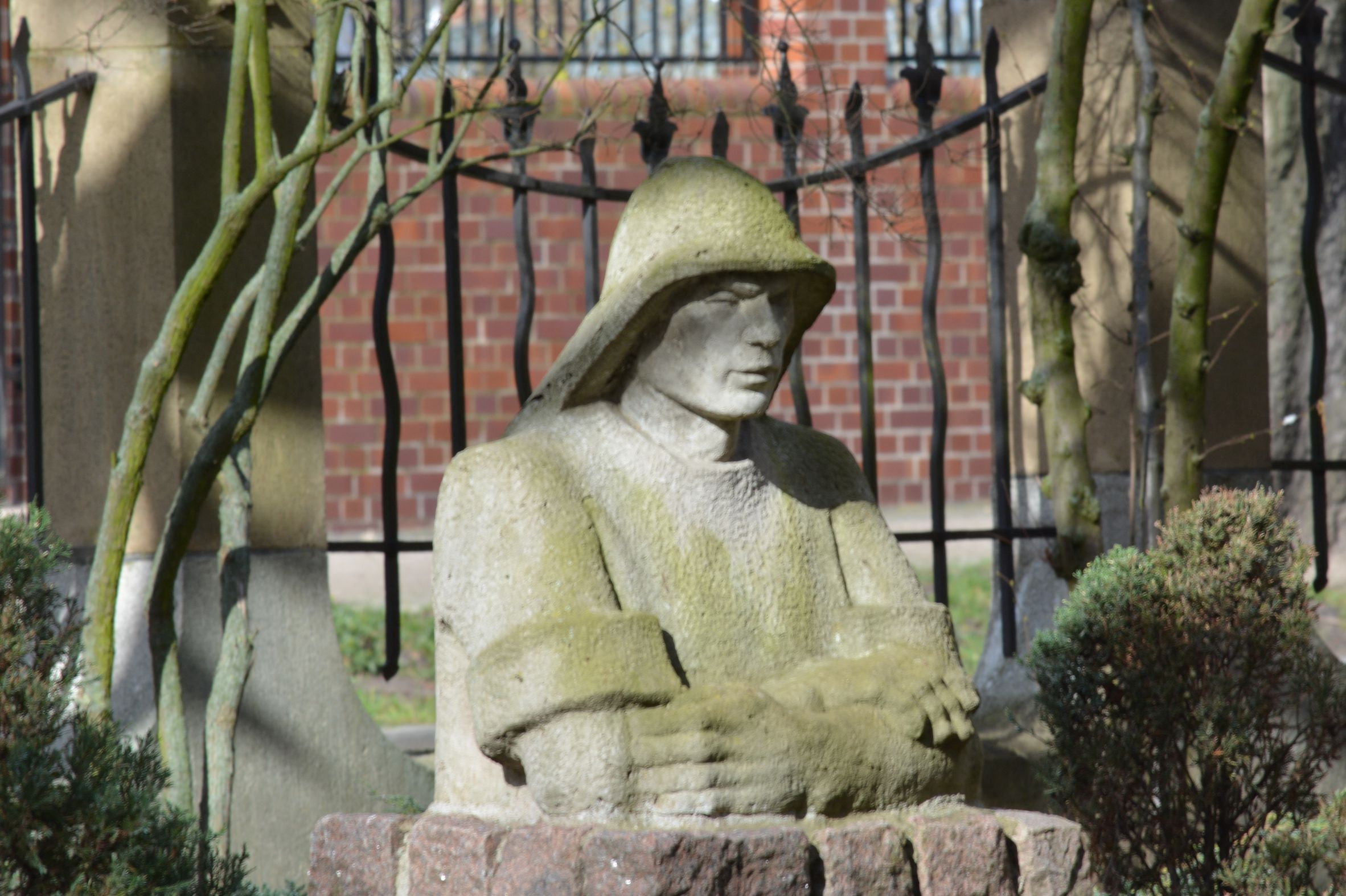
Popiersie hutnika (Szczecin)
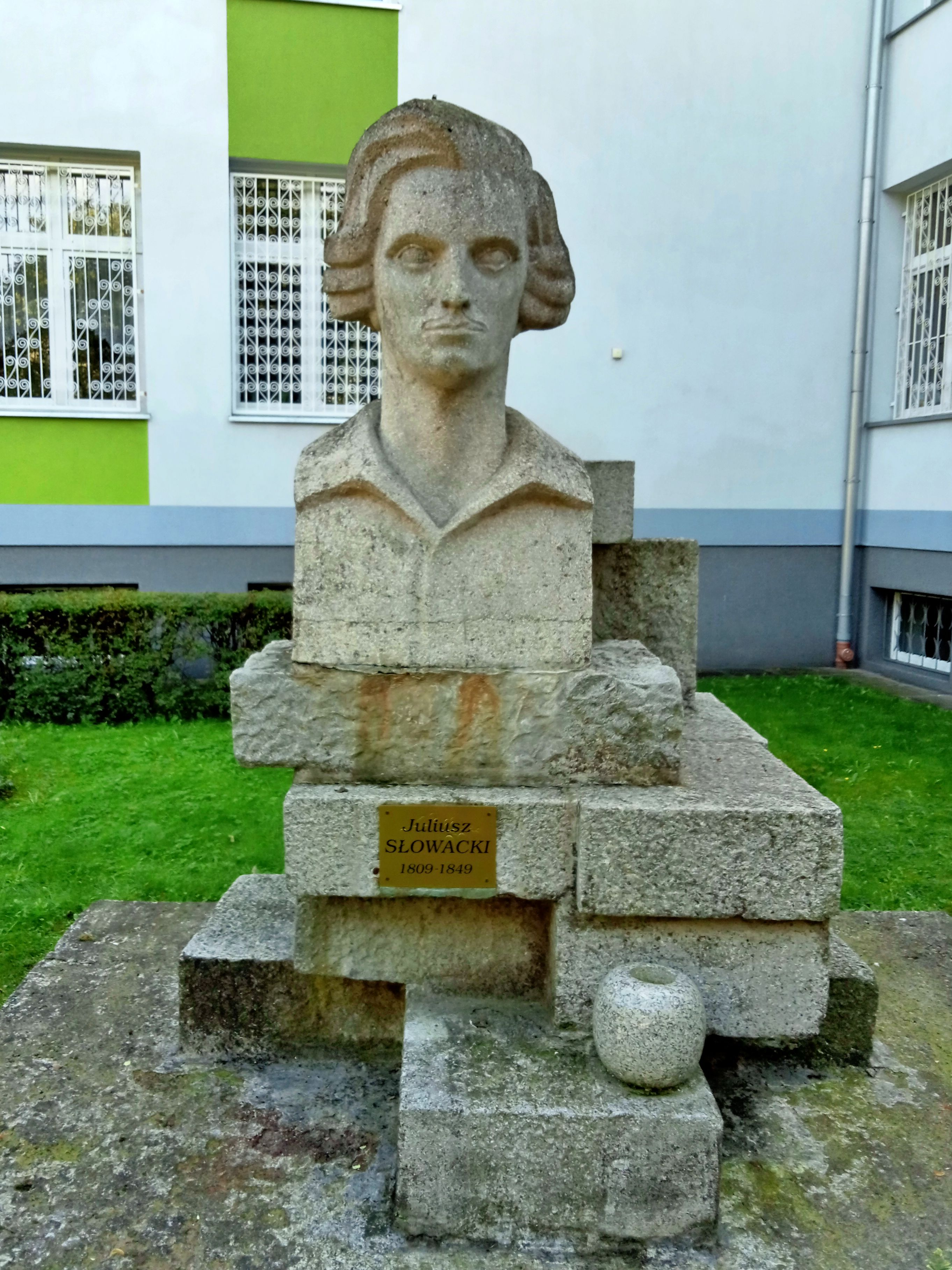
Popiersie Juliusza Słowackiego (Stargard}
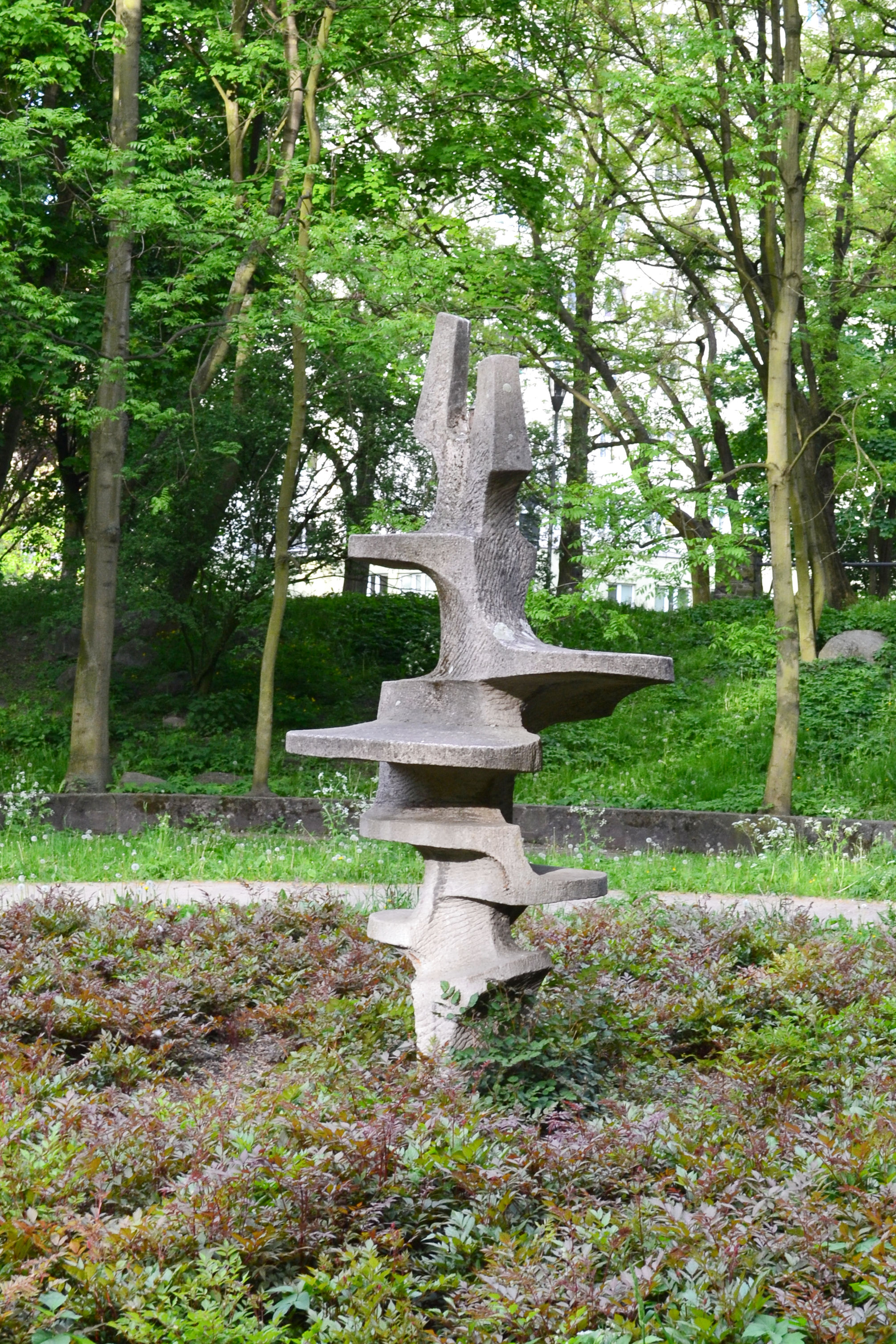
Akcent plastyczny "Fontanna" (Szczecin)
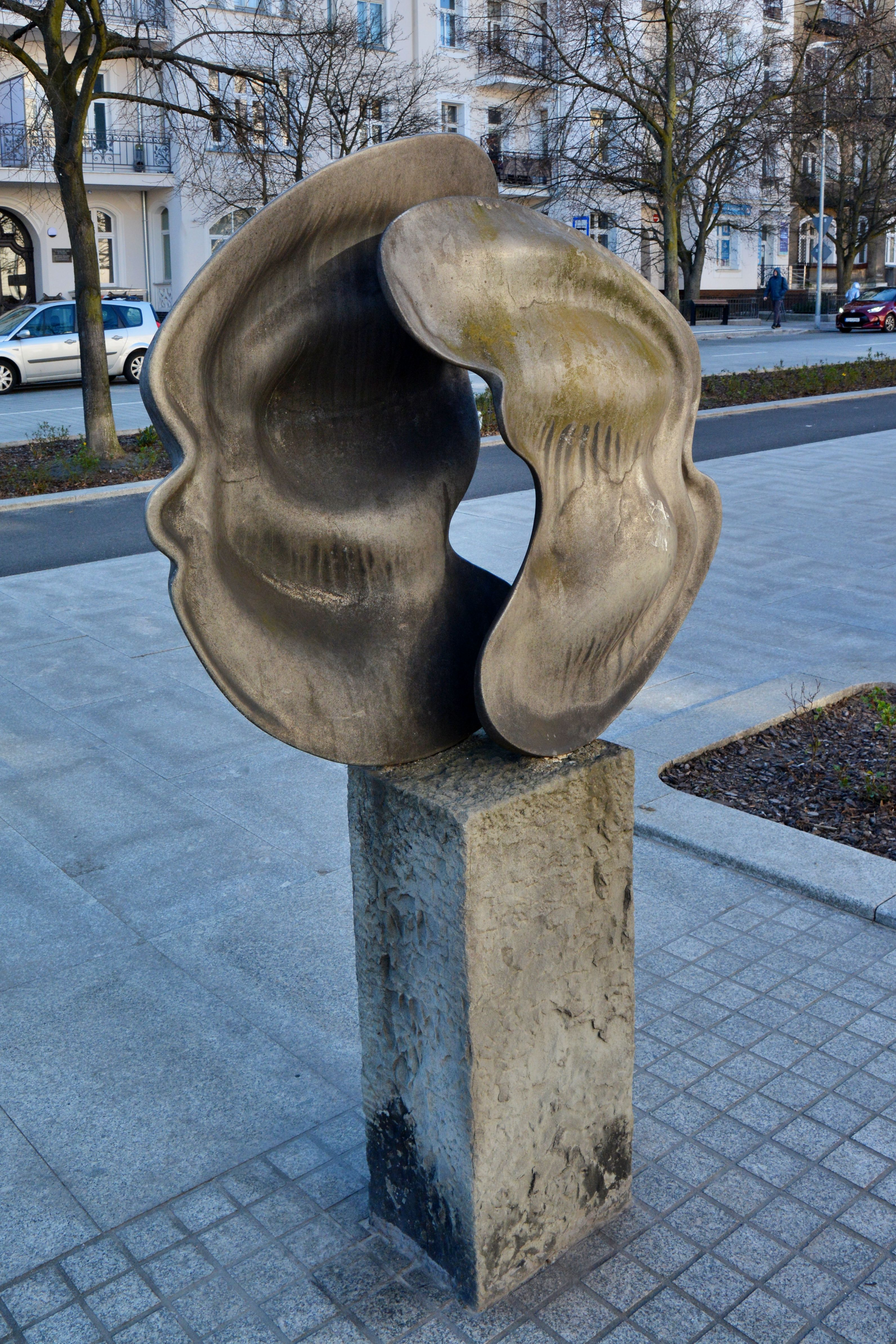
Akcent plastyczny "Muszle" (Szczecin)
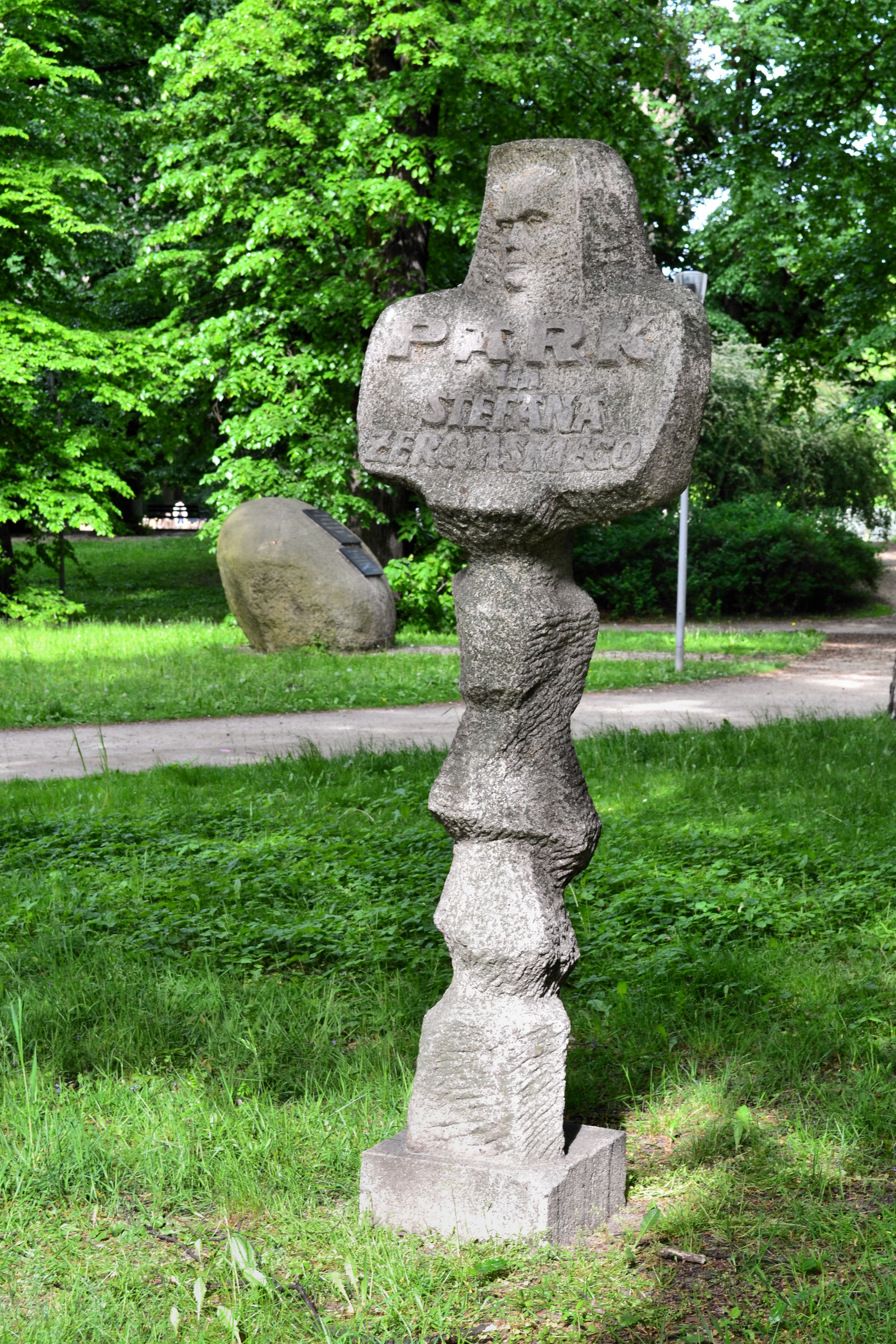
Tzw. "Witacz" w Parku Żeromskiego (Szczecin)
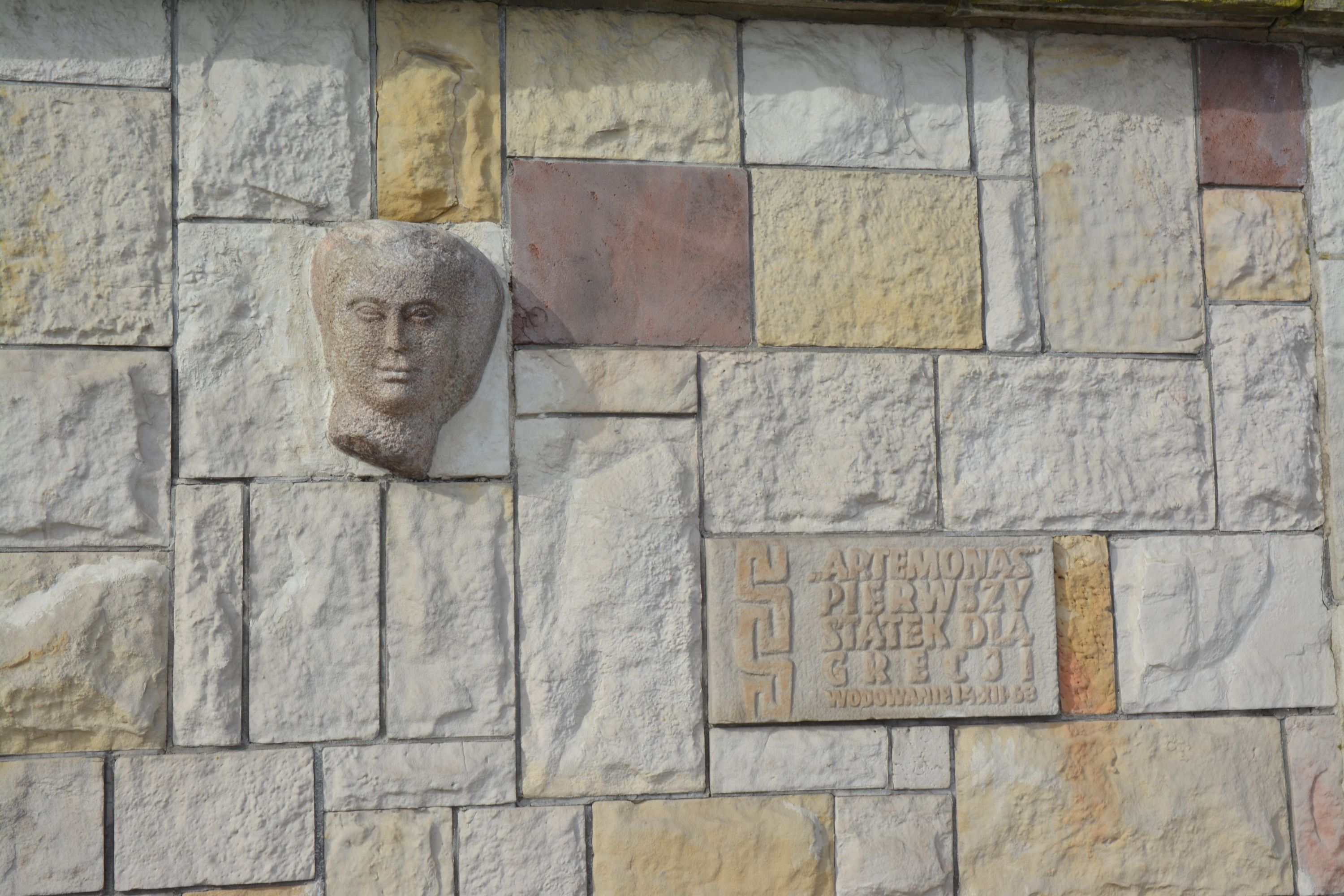
Morska Kronika Szczecina
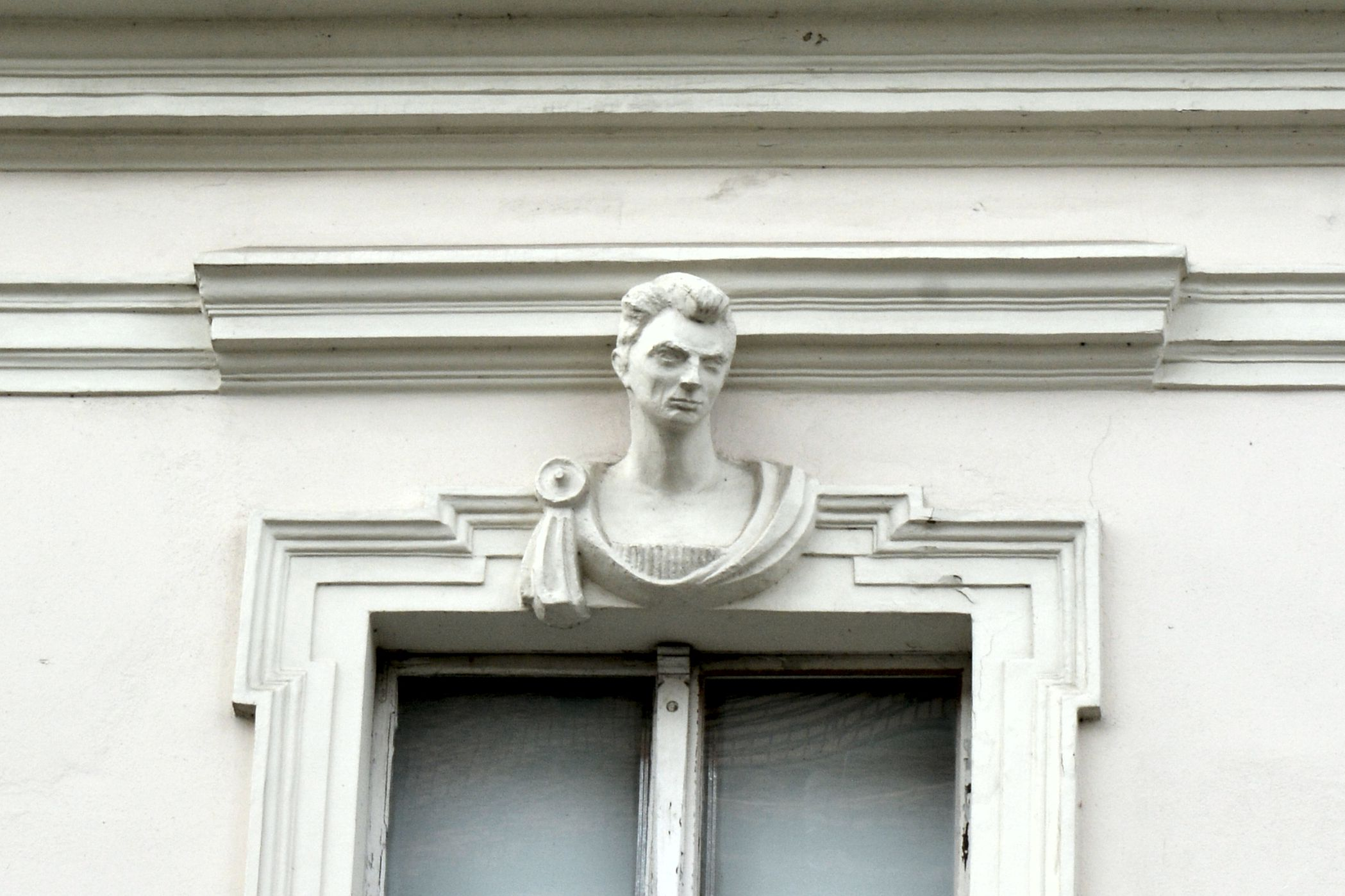
Popiersia na Pałacu pod Głowami (Szczecin)
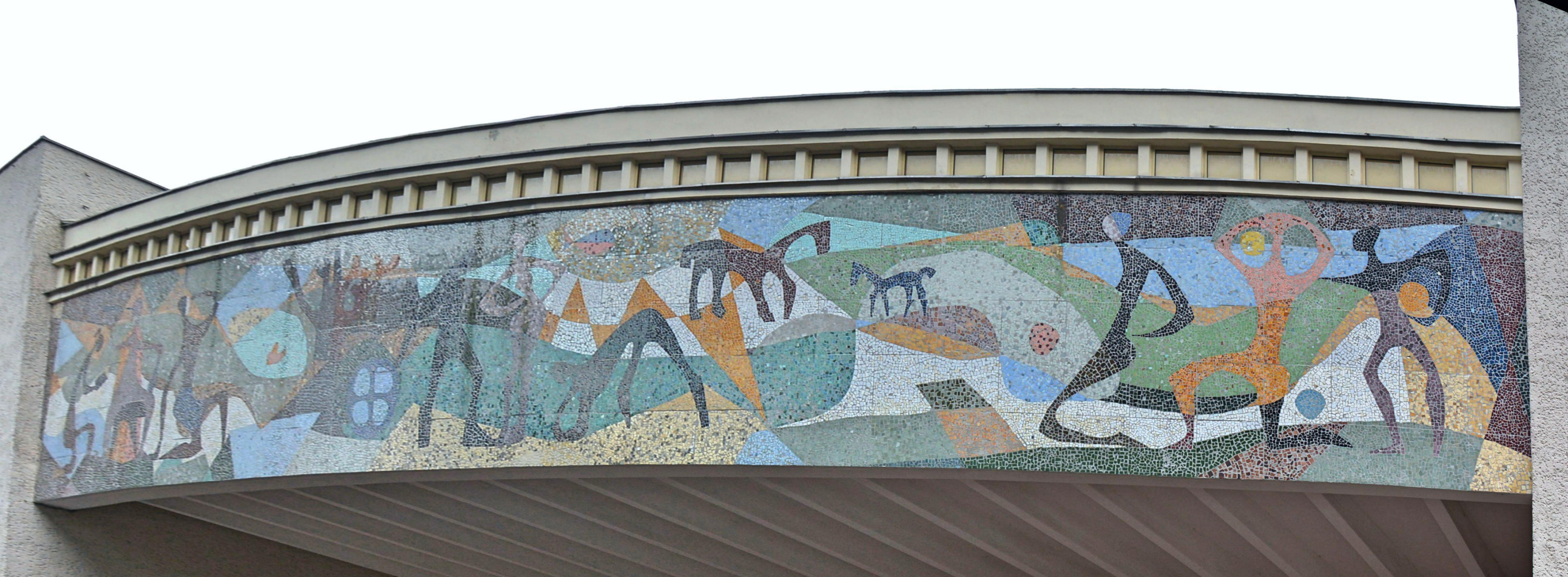
Mozaika na d. kinie Kosmos (Szczecin)